# 红树街道
红树街道，是中华人民共和国辽宁省阜新市太平区下辖的一个乡镇级行政单位。

## 行政区划
红树街道下辖以下地区：
阳光社区、星光社区、泰安社区、玉龙社区、佳家社区、金剑社区、海河社区、玉带园社区、红南社区和黄家园社区。